# Robin Juhkental

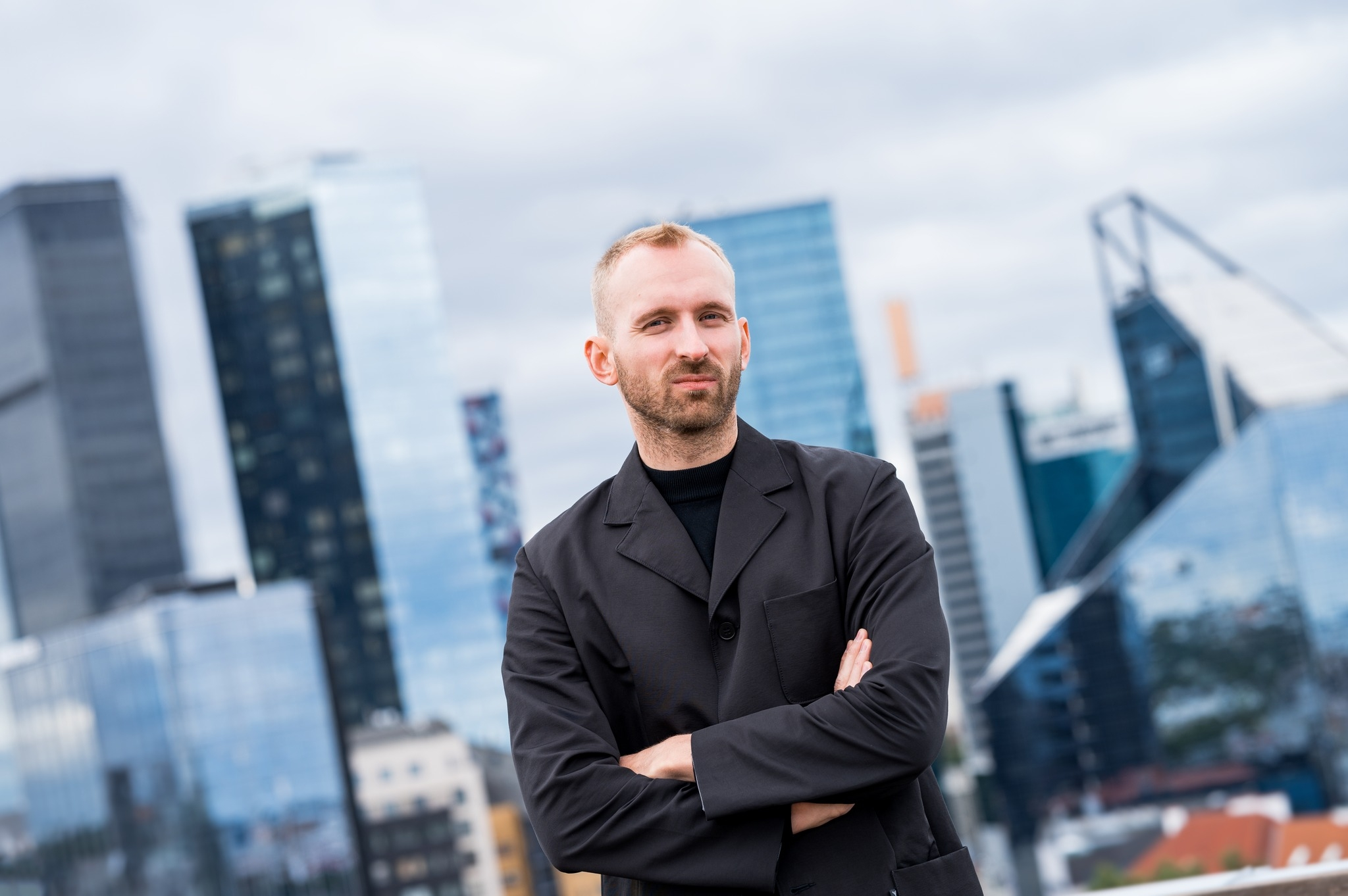
Robin Juhkental (2010)

Robin Juhkental (* 20. Mai 1988 in Tallinn, Estnische SSR) ist ein estnischer Sänger und Keyboarder.

## Leben und Musik
Robin Juhkental besuchte die Grundschule in Tallinn-Kivimäe und das Gymnasium im Tallinner Stadtteil Nõmme. Er studiert derzeit an der Fachhochschule Tallinna Tehnikakõrgkool.
Juhkental behauptet glaubwürdig, nie Gesangsunterricht genommen zu haben. 2007 nahm er an der beliebten Nachwuchssendung Kaks takti ette des estnischen Fernsehens teil. 2009 war er Kandidat der Castingshow Eesti otsib superstaari, der estnischen Ausgabe von Deutschland sucht den Superstar.
In seinen Liedtexten lässt sich Juhkental von Surrealismus, Dadaismus und Konkreter Poesie inspirieren.
Mit seiner Elektropop-Band, dem Duo Malcolm Lincoln, konnte er sich am 12. März 2010 bei der nationalen Vorausscheidung Eesti Laul 2010 durchsetzen und vertrat mit Malcolm Lincoln und den Backgroundsängern Manpower4 (Jaanus Saago, Andrei Ozdoba, Mick Pedaja und Kristjan Knight) Estland beim Eurovision Song Contest 2010 in Oslo. Das englischsprachige Lied Siren („Sirene“) komponierte und textete er selbst.
2015 nahm er ein weiteres Mal am Eesti Laul teil. Zusammen mit den Big Bangers erreichte er mit seinem Lied Troubles das Finale und erreichte dort den sechsten Platz mit 10 von möglichen 20 Punkten.